# Jean de Cirey
Jean X de Cirey  est un abbé cistercien connu pour ses initiatives réformatrices. 

## Biographie
Né à Dijon :
- il est élu abbé de Balerne puis 46e abbé Cîteaux de 1476 à 1501.
- En 1477 il est élevé  à la dignité perpétuelle de premier conseiller du parlement de Bourgogne par Louis XI en reconnaissance de son ralliement à la couronne.
- En 1487 il obtient une bulle l'autorisant à réformer son ordre.
- Il meurt en 1503.

## Les archives de l'Ordre
Entre 1480 et 1482, il réorganise la bibliothèque de l'abbaye et le classement des archives de l'Ordre. Il conserve le classement topographique mais remplace e numéro au dos des chartes par le nom de lieu associé à une analyse rédigée dans un module épais à l'encre très noire. C’est également sous son abbatiat que les dates sont notées en chiffres romains.

## Notoriété
- Une rue de Dijon porte son nom[3].
- Son travail, récemment redécouvert, fait l'objet d'études actuelles[2].